# Suzanne (VOF-de-Kunst-Lied)
Suzanne ist ein Popsong der niederländischen Band VOF de Kunst aus dem Jahr 1983. Komponiert wurde er von Ferdi Lancee, dem Gitarristen der Band, und Caroline Bogman (auf dem Cover „Bochman“ genannt), der Text stammt von Lancee. Es war die erste Single aus dem Debütalbum der Band Maandagmorgen 6:30.

## Hintergrund
Das Lied wurde im August und September 1983 in Tilburg, woher die Band stammt, aufgenommen. Es erzählt von einer ersten Verabredung, mit dem Mädchen Suzanne, nach dem er verrückt vor Liebe ist. Alle Vorbereitungen für einen romantischen Abend sind getroffen, doch genau in dem Moment, in dem sich beide näherkommen, klingelt das Telefon. Ein falsch verbundener Anrufer zerstört die Stimmung. Am Ende geht Suzanne nach Hause.

## Kommerzieller Erfolg
Die Single erreichte Platz 3 in den Nederlandse Top 40. Nach Veröffentlichung einer englischsprachigen Version des Liedes unter dem Bandnamen The Art Company platzierte sich das Lied in mehreren europäischen Ländern ebenfalls in den Charts. Für ihren Erfolg mit dem Lied im Ausland wurden VOF de Kunst für 1984 mit dem Conamus Exportprijs ausgezeichnet.

## Coverversionen
- 1984 nahm Adriano Celentano für sein Album I miei americani, auf dem er überwiegend amerikanische Hits in seiner Muttersprache neu interpretierte, eine italienischsprachige Version von Suzanne auf.[3]
- Der kolumbianische Sänger Fausto veröffentlichte 1986 auf Hispavox Recordings eine spanischsprachige Fassung.
- 1992 nahm Ricky Martin diese Fassung für sein Album Ricky Martin neu auf und veröffentlichte sie auch als Single.[4]
- 2017 trat Francesco Gabbani beim Sanremo-Festival mit einer Interpretation der Celentano-Version auf. Er veröffentlichte das Lied im April 2017 auf dem Album Magellano.